# Dielsiodoxa tamariscina
Dielsiodoxa tamariscina är en ljungväxtart som först beskrevs av Ferdinand von Mueller, och fick sitt nu gällande namn av Albr. Dielsiodoxa tamariscina ingår i släktet Dielsiodoxa och familjen ljungväxter. Inga underarter finns listade i Catalogue of Life.